# Équipe cycliste Giusfredi Bianchi
Giusfredi Bianchi est une équipe cycliste féminine basée en Italie, à Massa e Cozzile près de Lucques en Toscane. 
Elle ne doit pas être confondue avec l'équipe masculine Bianchi.

## Histoire de l'équipe

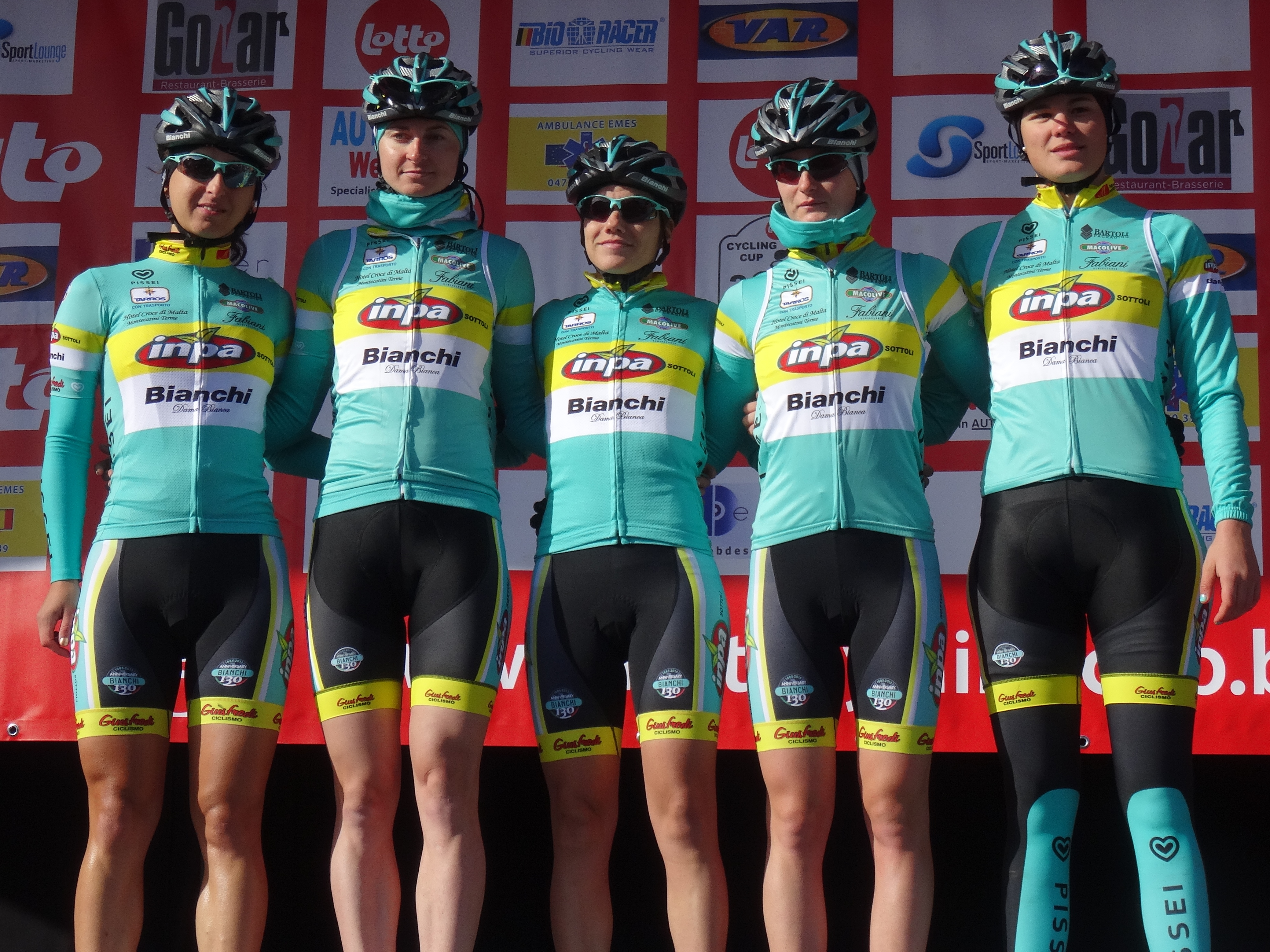
L'équipe lors du Samyn des Dames 2015

Une équipe féminine éponyme et également dirigée par Pietro Cesari existait déjà en 2010, au niveau amateur.
L'équipe a son siège à Massa e Cozzile près de Lucques en Toscane.

## Classements UCI
Ce tableau présente les places de l'équipe Inpa Sottoli Giusfredi au classement de l'Union cycliste internationale en fin de saison, ainsi que ses meilleures coureuses au classement individuel.
| Année | Classement par équipes | Meilleure coureuse au classement individuel |
| 2015  | 21e                    | Tetyana Riabchenko (69e)                    |
| 2016  | 23e                    | Tetyana Riabchenko (80e)                    |
| 2017  | 38e                    | Omer Shapira (189e)                         |

L'équipe a intégré la Coupe du monde dès sa création en 2015. Le tableau ci-dessous présente les classements de l'équipe sur ce circuit, ainsi que sa meilleure coureuse au classement individuel.
| Année | Classement par équipes | Meilleure coureuse au classement individuel |
| 2015  | 20e                    | Anna Trevisi (52e)                          |

À partir de 2016, l'UCI World Tour féminin remplace la Coupe du monde.
| Année | Classement par équipes | Meilleure coureuse au classement individuel |
| 2016  | 25e                    | Michela Pavin (85e)                         |
| 2017  | -                      | -                                           |

## Principales victoires

### Championnats nationaux
Cyclisme sur route
- Championnats d'Estonie : 1
  - Contre-la-montre : 2015 (Liisi Rist)
- Championnats d'Israël : 1
  - Course en ligne : 2017 (Omer Shapira)
- Championnats de Lituanie : 2
  - Course en ligne : 2015 et 2016 (Daiva Tušlaitė)
- Championnats d'Ukraine : 1
  - Course en ligne : 2015 (Tetyana Riabchenko)

## Encadrement
En 2015, l'ancienne championne lituanienne Edita Pučinskaitė dirige l'équipe. Son gérant et représentant auprès de l'UCI est Marco Luchi. Pietro Cesari est directeur sportif. L'année suivante, Giuseppe Lanzoni devient directeur sportif. Il occupait auparavant ce poste dans l'équipe SC Michela Fanini Rox. Il est assisté de Roberto Rossi,. Edita Pučinskaitė délaisse la direction et devient entraîneuse afin d'avoir plus de temps pour ses enfants. En 2017, Giuseppe Lanzoni conserve son poste de directeur sportif tandis que Marco Luchi l'assiste.

## Partenaires
Le partenaire principal de l'équipe est la société Giusfredi qui fabrique de la peinture. Les entreprises agroalimentaires Inpa et Sottoli parrainent également la formation.
Les cycles sont fournis par Bianchi.

## Giusfredi Bianchi en 2018

### Arrivées et départs
| Arrivées | Équipe 2017 |
| -------- | ----------- |

| Départs          | Équipe 2018       |
| ---------------- | ----------------- |
| Michela Balducci | Aromitalia Vaiano |
| Sara Barbieri    | SC Michela Fanini |
| Omer Shapira     | Cylance           |

## Giusfredi Bianchi en 2017

### Arrivées et départs
| Arrivées           | Équipe 2016         |
| ------------------ | ------------------- |
| Michela Balducci   | SC Michela Fanini   |
| Simona Bortolotti  | Bepink              |
| Vania Canvelli     | Néo-professionnelle |
| Daniela Dumitru    | Néo-professionnelle |
| Giorgia Fraiegari  | Bepink              |
| Chiara Perini      | Néo-professionnelle |
| Omer Shapira       | Néo-professionnelle |
| Victoria Zavalloni | Néo-professionnelle |

| Départs                  | Équipe 2017             |
| ------------------------ | ----------------------- |
| Bethany Ann Allen        |                         |
| Ana Maria Covrig         | Top Girls Fassa Bortolo |
| Claudia Cretti           | Valcar-PBM              |
| Angela Maffeis           |                         |
| Sara Olsson              |                         |
| Michela Pavin            | Top Girls Fassa Bortolo |
| Tetyana Riabchenko       | Lensworld-Kuota         |
| Anna Zita Maria Stricker | BTC City Ljubljana      |
| Daiva Tušlaitė           | Alé Cipollini           |
| Lara Vieceli             | Astana Women's          |

### Effectif
| Effectif 2017                   | Effectif 2017     | Effectif 2017 | Effectif 2017            |
| Cycliste                        | Date de naissance | Pays          | Équipe précédente        |
| ------------------------------- | ----------------- | ------------- | ------------------------ |
| Michela Balducci                | 30 juillet 1995   | Italie        | SC Michela Fanini (2016) |
| Simona Bortolotti               | 6 décembre 1994   | Italie        | BePink (2016)            |
| Vania Canvelli                  | 21 octobre 1997   | Italie        |                          |
| Daniela Dumitru                 | 25 juillet 1987   | Roumanie      |                          |
| Giorgia Fraiegari               | 18 juillet 1995   | Italie        | BePink (2016)            |
| Chiara Perini                   | 9 décembre 1997   | Italie        |                          |
| Omer Shapira                    | 9 septembre 1994  | Israël        |                          |
| Victoria Zavalloni              | 17 septembre 1998 | Italie        |                          |
| Sara Barbieri (13 avr.–31 déc.) | 29 juin 1991      | Italie        |                          |
| Francesca Cauz (1 avr.–31 déc.) | 24 septembre 1992 | Italie        | Alé Cipollini (2016)     |
|                                 |                   |               |                          |
| Source : ProCyclingStats        |                   |               |                          |

### Victoires

#### Sur route
| Victoires | Victoires                      | Victoires | Victoires | Victoires    | Victoires |
| Date      | Course                         | Pays      | Classe    | Vainqueur    |           |
| --------- | ------------------------------ | --------- | --------- | ------------ | --------- |
| 24 juin   | Championnat d'Israël sur route | Israël    | CN        | Omer Shapira |           |

### Classement mondial
| Rang | Coureuse         | Points |
| ---- | ---------------- | ------ |
| 189  | Omer Shapira     | 30     |
| 242  | Michela Balducci | 18     |
| 533  | Vania Canvelli   | 3      |

Giusfredi Bianchi est trente-huitième au classement par équipes.

## Saison précédente

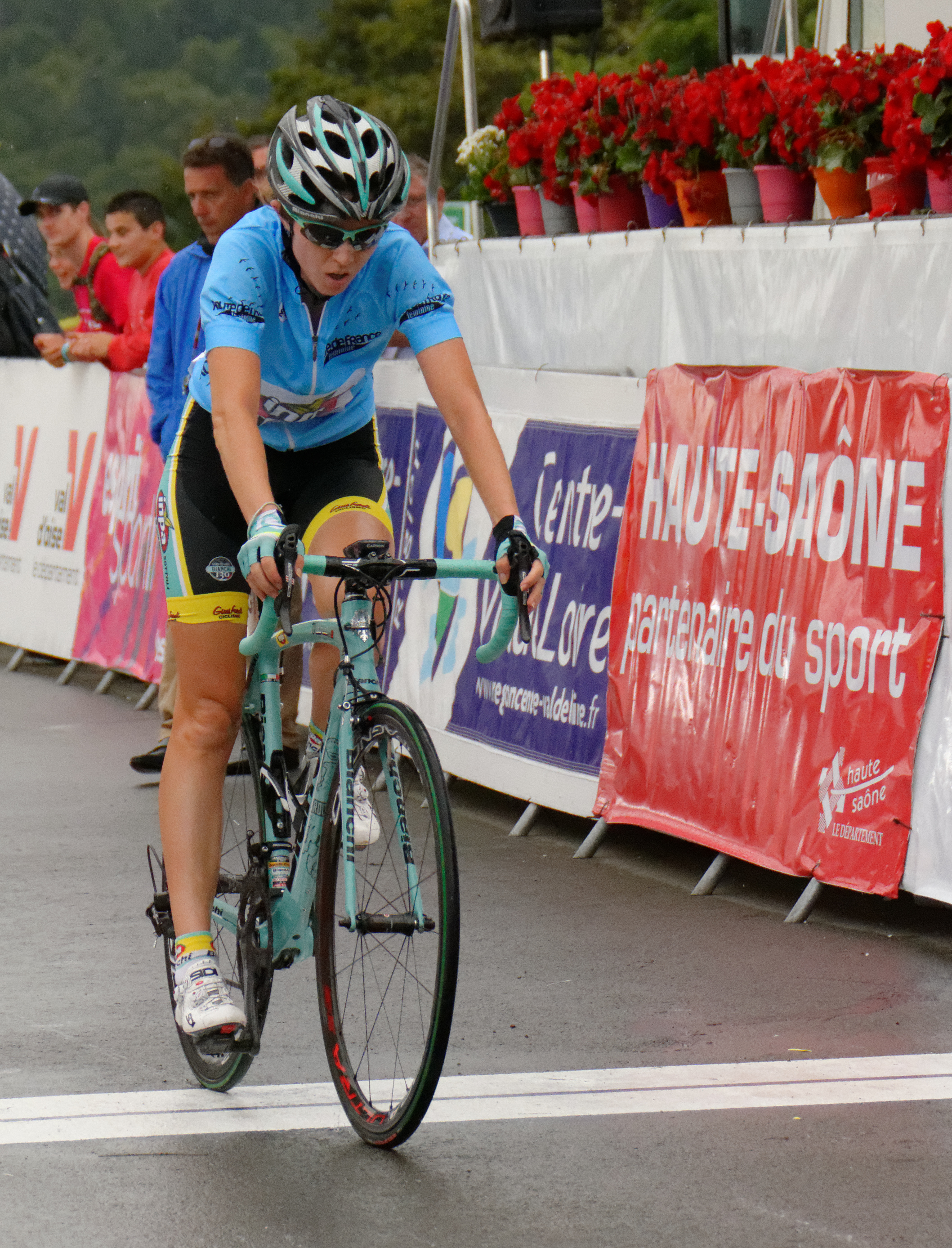
Tetiana Riabchenko à la Planche des Belles Filles